# UGC (entreprise)
Pour les articles homonymes, voir UGC.
UGC, initialement Union Générale Cinématographique, est un groupe audiovisuel français spécialisé dans l'exploitation cinématographique en France et en Belgique. Créée en 1946, l'entreprise est également présente dans la production et la distribution cinématographique et audiovisuelle.
Possédant le 3e réseau de salles en France après Pathé et CGR, UGC est l'une des principales entreprises de l'industrie cinématographique française. Le groupe s'est démarqué par la création de la première carte d'abonnement cinématographique « illimitée » en France en 2000, puis en Belgique en 2002.

## Historique

### Origine du groupe

#### Contexte politique
Depuis septembre 1939, la France est en guerre contre l'Allemagne. À la suite de la débâcle militaire de 1940, Paris est déclarée ville ouverte. Elle est occupée par les troupes allemandes de la Wehrmacht à partir du 14 juin 1940. Dans ce contexte, Alfred Greven, ancien directeur de production de la UFA, est envoyé à Paris pour réorganiser le cinéma français.
Greven souhaite créer une société verticalement intégrée qui maîtriserait la production et la distribution de films, tout en détenant des plateaux de tournage, des laboratoires de tirage de films et des salles de cinéma. Pour ce faire, Greven s'appuie sur les ordonnances antisémites interdisant aux juifs d'exercer certaines professions, dont toutes celles du cinéma. Il rachète ainsi, par l'intermédiaire d'un ancien employé de la Tobis, le circuit de salles Siritzky (bien implanté à Paris avec le Max Linder, l'Olympia ou le Moulin Rouge Cinéma) puis plus tard le circuit Bel, composé de douze salles dans le Midi de la France.

#### Création de Continental Films
Créée par Greven le 3 octobre 1940, Continental Films était la société de production française sous contrôle allemand durant l'Occupation. Le ministre de la Propagande du Reich, Joseph Goebbels, avait en effet exprimé le souhait de ne produire que des « films de divertissement, légers, superficiels, voire kitsch » à destination du public français.
Trente films et dix-huit documentaires sont tournés entre 1941 et 1944, dont Le Corbeau et L'Assassin habite au 21 d'Henri-Georges Clouzot ou encore La Main du diable de Maurice Tourneur. Pour leur diffusion, la Continental Films s'appuie sur l'Alliance Cinématographique Européenne (ACE), filiale française de la UFA chargée de la distribution, et sur le circuit de salles de la Société de gestion et d'exploitation de cinémas (SOGEC), également créée par Alfred Greven à l'automne 1940.
Après avoir tenté de déplacer le quartier général de la Continental et de la SOGEC à Nancy, Alfred Greven s'enfuit à la Libération de Paris en août 1944.

#### Séquestres des biens allemands
À partir d'octobre 1944, le Gouvernement provisoire de la République française ordonne la mise sous séquestre des biens ennemis, dont les entreprises du cinéma jusqu'ici sous contrôle allemand. Nationalisées, ces entreprises sont rassemblées au sein de l'ancienne société Continental Films, renommée Union générale cinématographique (UGC) le 25 septembre 1946,.
L'administration des Domaines, gestionnaire des biens séquestrés, remet à l'UGC les biens et valeurs lui appartenant le 11 février 1947.

### L'ère publique (1946–1971)

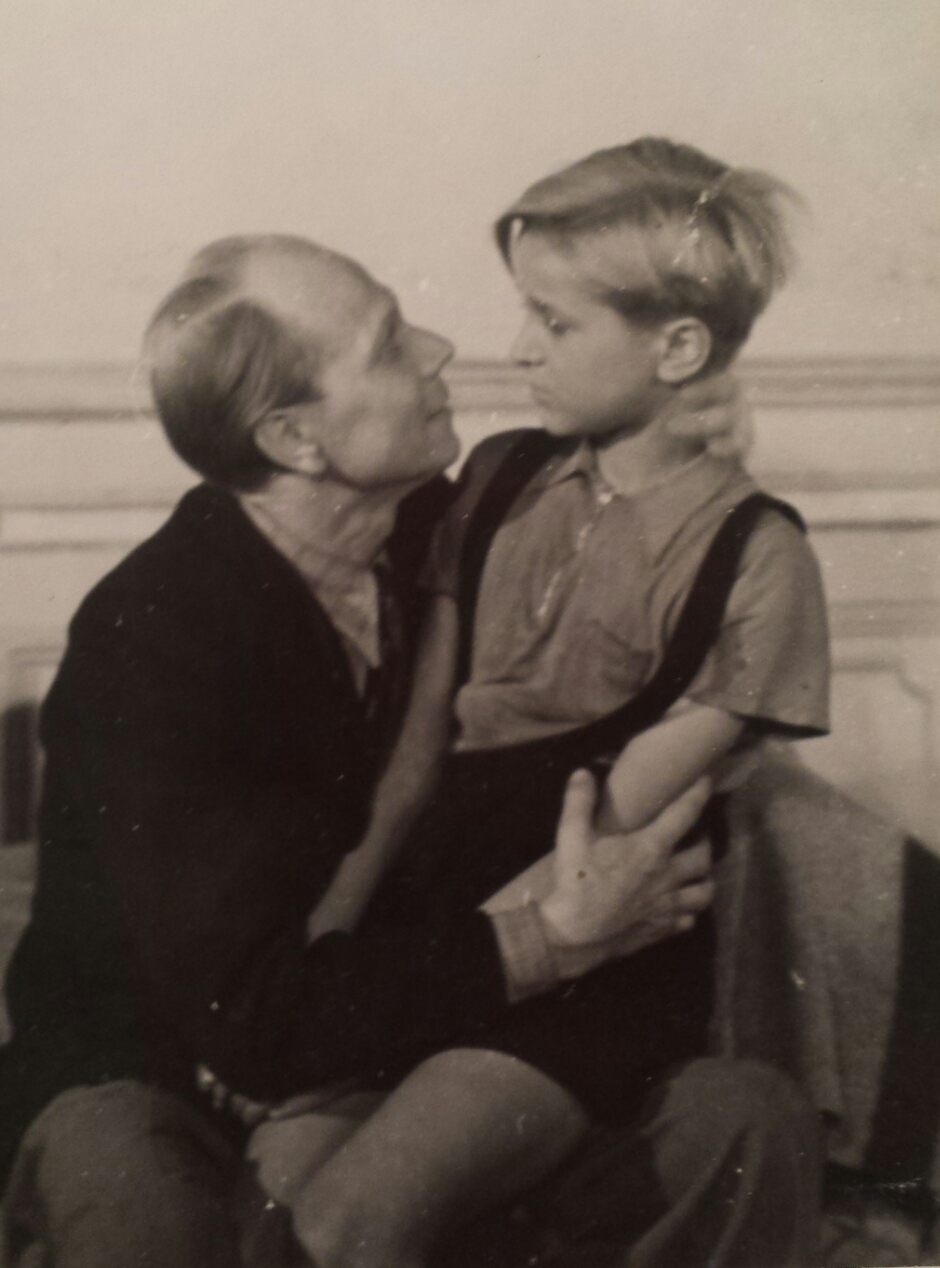
Allemagne année zéro, première coproduction internationale de l'UGC.

En 1946, la gestion de l'UGC, désormais entreprise publique, est confiée au producteur André Halley des Fontaines qui en devient président-directeur général. En plus de l'ancienne Continental, l'UGC se voit rattacher les filiales de distribution ACE et Tobis Film, le circuit de salles de la SOGEC (le Normandie, le Caméo, le Biarritz…), les Actualités françaises ainsi qu'une série de sociétés plus ou moins inactives (location de matériel cinématographique, participation dans les Studios de la Victorine, etc.).
Sous l'impulsion d'André Halley des Fontaines, l'UGC se lance en 1947 dans un ambitieux programme de production avec notamment Monsieur Vincent de Maurice Cloche, La Vie en rose de Jean Faurez, Rendez-vous de juillet de Jacques Becker ou Journal d'un curé de campagne de Robert Bresson. Elle devient aussi actionnaire majoritaire de Film-Union AG, une société de production franco-allemande créée à Baden-Baden. L'UGC coproduit également cette année-là Allemagne année zéro de Roberto Rossellini. À ces fins, l'UGC est réorganisée : Tobis Film devient l'Union générale de production cinématographique (UGPC), l'ACE devient l'Alliance générale de distribution cinématographique (AGDC) et est créée l'Union générale d'exportation et de participation (UGEP).
En 1951, l'UGC suspend ses activités de production en raison de ses difficultés économiques et du désintérêt de l'État. Elle poursuit en absorbant les filiales qu'elle détient intégralement en 1955 puis en créant la Compagnie française de distribution cinématographique (CFDC) avec les Films Sirius en 1958. Tandis qu'un premier projet de privatisation est envisagé à la fin des années 1950, la société est à nouveau réorganisée en 1961 pour se concentrer sur la distribution de films et l'exploitation de salles,. Une partie de son catalogue (issu notamment de la Continental Films) est vendu à Télédis en 1966.
En février 1969, l'UGC s'associe avec d'autres exploitants (Philippe Hellmann du Rex, Raymond Gautreau du groupe Océanic) pour former un groupement d'intérêt économique de programmation rassemblant 75 écrans.

### Depuis la privatisation

#### L'ère Jean-Charles Edeline (1971–1974)
Après plusieurs années de déficits financiers répétés, le ministre de l'Économie et des Finances Valéry Giscard d'Estaing demande personnellement en avril 1970 à Jean-Charles Edeline, président de la Fédération nationale des cinémas français, et à Paul Cadéac de lui présenter un montage juridique et financier permettant une privatisation rapide et pérenne de l'UGC, auquel pourrait être associé des exploitants indépendants. Une proposition lui est remise dès la fin juillet 1970.
Le 5 février 1971, l'État cède officiellement l'Union générale cinématographique à un rassemblement d'exploitants mené par Jean-Charles Edeline et regroupé en deux GIE, l'Ucidex et l'Ufidex, rachetant respectivement 51 % et 49 % des parts pour un total de 59,2 millions de francs. Les conditions de vente extrêmement favorables feront l'objet de vives polémiques, l'État ayant finalement gracieusement cédé près de la moitié des actifs de l'UGC et ce au profit exclusif d'une poignée de personnes. Jean-Charles Edeline devient président-directeur général de l'UGC, qui s'installe l'année suivante dans l'hôtel particulier du 5, avenue Vélasquez (abritant jusqu'ici Warner Bros. France).

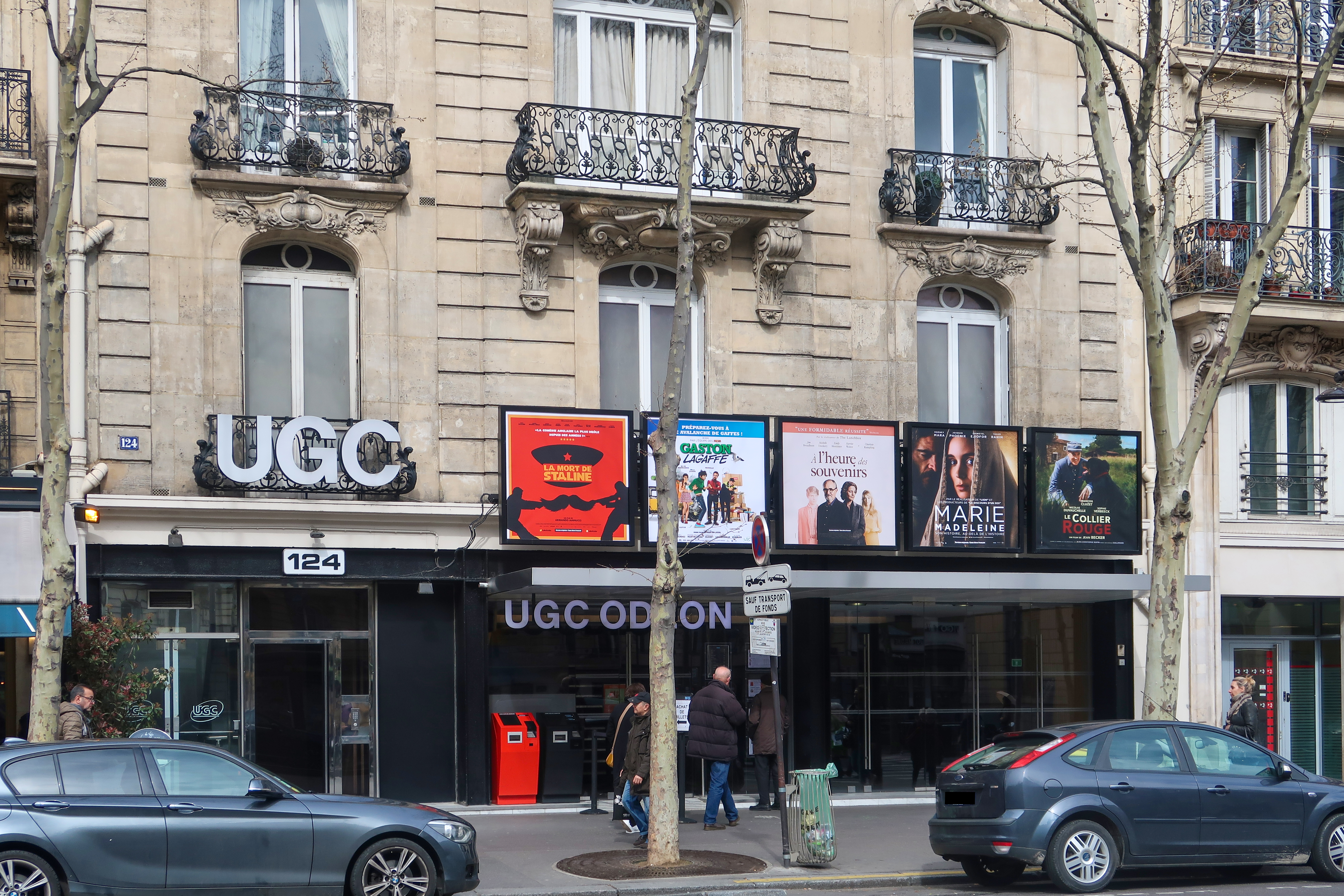
L'UGC Odéon à Paris, ouvert en 1973, ici en 2018.

En partant des 22 salles acquises de l'UGC publique et de son GIE de programmation, le groupe entame une politique d'élargissement de son circuit par rachats ou créations de complexes multisalles. Dès octobre 1971, le groupe annonce l'ouverture d'une salle toutes les 42 heures. On dénombre ainsi 518 salles affiliées à l'UGC seulement un an plus tard, le plaçant comme premier groupe d'exploitation en France pour quatre décennies (jusqu'à la création d'EuroPalaces). Le circuit crée également sa propre régie publicitaire en 1973, Circuit A.
En 1973, toujours sous l'impulsion de Valéry Giscard d'Estaing, l'UGC prend le contrôle des circuits Comacico et Secma, et crée la Société de participations cinématographiques africaines (Sopacia, renommé Union africaine de cinéma en 1979). La filiale opère 110 salles à travers 12 pays d'Afrique subsaharienne francophone. Elle permet à l'UGC de garder la main sur le marché de la distribution, tout en vendant une partie des salles aux entrepreneurs locaux. L'objectif est de d'assurer une africanisation progressive du réseau, qui s'achève après avoir cédé tous les actifs fin 1981.

#### Reprise en main et diversification
En 1974, le président de l'UGC Jean-Charles Edeline est appelé à diriger la SFP à la suite de l'éclatement de l'ORTF. Il est remplacé par Guy Verrecchia accompagné d'un nouveau secrétaire général, Alain Sussfeld. Le tandem poursuit l'expansion du circuit, en s'implatantant notamment en Belgique en 1978, puis en menant une stratégie de diversification.
Après avoir repris la CFDC, UGC s'associe avec Europe 1 pour coproduire et codistribuer de nouveaux films à partir de 1980. UGC rachète également cette année-là le catalogue de Lira Films au producteur Raymond Danon, qui cherche à éponger ses dettes. En 1982, le groupe crée sa filiale UGC Vidéo pour l'édition de films en vidéocassettes puis fonde l'année suivante Alliance Vidéo, une structure de distribution commune avec CBS et la 20th Century Fox, qui distribue également les films AMLF et La Guéville.
Après un putsch raté de Jean-Charles Edeline pour reprendre le contrôle d'UGC, une scission du groupe a lieu en 1983 lorsqu'un ensemble d'exploitants part avec la famille Edeline fonder un nouveau groupement d'intérêt économique de programmation autour de Pathé Cinéma. UGC fonde alors un nouveau GIE, UGC Diffusion. En 1984, UGC signe un accord de distribution avec le studio indépendant en vogue Cannon Group lui permettant de proposer ses nouveaux films dans les salles françaises et en vidéo. L'année suivante, UGC apporte son catalogue de près de 150 films à une nouvelle filiale de négoce pour la télévision, UGC Droits Audiovisuels.
L'ouverture à la concurrence dans l'audiovisuel incite UGC à s'y engager. En 1984, le groupe lance la radio Hit FM et candidate au projet de sixième chaîne avec Hit TV, soutenu par l'agence RSCG, CBS et Virgin, mais finalement attribué à TV6. UGC réessaye en 1987 avec le projet TFM aux côtés de CBS, PolyGram et Virgin ; cette fois-ci attribué à M6. La radio Europe 2 finit par racheter la fréquence de Hit FM un an plus tard. UGC s'associe également avec Canal+ dans la presse écrite en 1987 pour lancer Studio Magazine.
En 1988, la Générale des Eaux entre au capital d'UGC et la société, jusqu'ici dénommée Union générale cinématographique, devient officiellement UGC. Le groupe s'associe cette année-là avec l'un de ses membres historiques, Philippe Hellmann, pour créer UGC Ph, une filiale spécialisée dans le cinéma d'auteur qui participera au financement des premiers films de Christopher Nolan et Ang Lee. La filiale de production UGC Images est créée en 1989.

#### Expansion du circuit

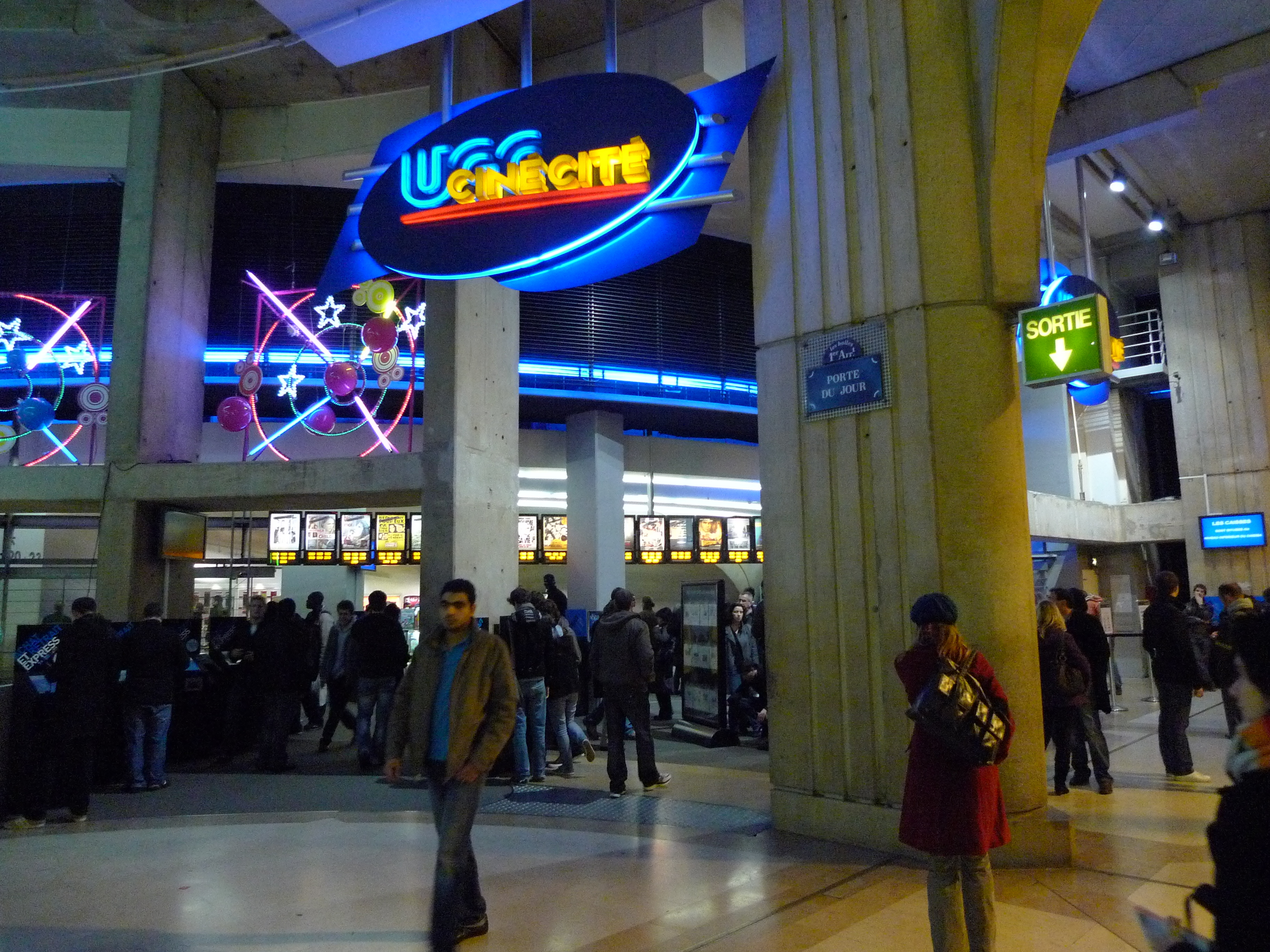
L'UGC Ciné Cité Les Halles en 2010.

À partir de 1992, UGC renforce la modernisation de son circuit et son implantation internationale. À Bruxelles, le groupe ouvre cette année-là son premier multiplexe avec l'UGC De Brouckère. Il est suivi par l'UGC de Lille en 1994, qui devient le premier cinéma de France, puis par l'UGC Ciné Cité Les Halles en 1995, inaugurant son label pour les multiplexes. Du côté de la distribution, UGC fonde un groupement d'intérêt économique en 1995 entre sa filiale UGC Ph, Castle Rock et Turner puis s'allie avec la 20th Century Fox pour fonder UGC Fox Distribution.
Après de multiples rachats de catalogues (Financière Robur, United Communication, Lumière), UGC cède sa filiale UGC Droits Audiovisuels à Canal+ en 1996. La vente du catalogue de 5000 films, encouragée par leur actionnaire commun (la Générale des Eaux), constituera la base de la société Studiocanal. Cette manne financière permet à UGC de réinvestir dans la production en s'alliant avec le producteur Christian Fechner puis en créant une nouvelle filiale avec Yves Marmion (UGC YM).
UGC Ciné Cité s'implante en Espagne en 1997 (avec le Cine Cité Méndez Álvaro à Madrid), au Royaume-Uni et en Irlande en 1999 (avec le rachat des 34 cinémas du réseau Virgin) puis en Italie en 2002 (avec l'UGC Cinema Romagna à Savignano sul Rubicone),.
En parallèle, UGC provoque un séisme dans l'exploitation française avec le lancement de la carte UGC Illimité le 29 mars 2000, donnant accès à l'ensemble des séances du circuit pour 98 francs par mois (quand le tarif moyen d'une place de cinéma était d'environ 50 francs). À la demande de la ministre de la Culture et de la Communication Catherine Tasca, UGC suspend temporairement sa commercialisation entre mai et juillet 2000. Pathé lancera une offre similaire en août, puis Gaumont et MK2 s'allient pour lancer leur « Pass » en septembre 2000.
En 2002, UGC vend sa régie publicitaire Circuit A et ses branches belges avec RMB au groupe Screenvision, co-détenu par Thomson Multimédia et Carlton Communications. UGC Ciné Cité cède également ses cinémas au Royaume-Uni et en Irlande au fonds Blackstone en 2004, puis ses salles en Espagne et en Italie à Cinesa en 2011,.
En France, le circuit MK2 rejoint l'abonnement UGC Illimité en 2007. Après avoir accumulé un retard dans le passage à la projection numérique et aux technologies immersives, mis en évidence à la sortie d'Avatar, UGC modernise progressivement son réseau. En 2014, il rachète également les murs d'un tiers de ses salles pour près de 200 millions d'euros. Du côté de la production, UGC Images investit dans le cinéma d'auteur via sa branche SBS Films de 2005 à 2010, puis s'allie avec TF1 International pour fonder UGC Distribution,. Le groupe renouvelle avec la comédie populaire à travers ses filiales Les Films du 24 (Les Profs, Qu'est-ce qu'on a fait au Bon Dieu ?) créée en 2010 et Les Films du Premier en 2014.
À partir de 2017, sur le modèle de son concurrent Gaumont, UGC se diversifie dans la production audiovisuelle en créant Itinéraire Productions (HPI, Oussekine) aux côtés de producteurs. Détenant 70 % de la société, UGC duplique ce modèle avec John Doe Productions en 2018, Next Episode en 2020 puis Aura Productions et Nabi Productions l'année suivante. Une filiale UGC Fiction voit également le jour en 2020. En 2022, le groupe s'implante dans la fiction britannique en devenant actionnaire majoritaire de Headline Pictures (Le Maître du Haut Château). Toutes ces sociétés sont rassemblées sous le label UGC Series.

## Identité visuelle

Logo de la Continental Films de 1940 à 1944.
Logo de l'Union générale cinématographique de 1946 à 1971.
Logo de l'Union générale cinématographique de 1971 à 1988.
Logo d'UGC du 1988 à 2001.
Logo d'UGC de 2001 à 2018.
Logo d'UGC de 2018 à 2023.
Logo actuel d'UGC depuis 2023.

## Dirigeants
Présidents-directeurs généraux d'UGC
- 1946 – 1960 : André Halley des Fontaines
- 1960 – 1961 : Roger Spiri-Mercanton (par intérim)
- 1961 – 1968 : Philippe Baer
- 1968 – 1971 : Claude Contamine
- 1971 – 1974 : Jean-Charles Edeline
- 1974 – 2021 : Guy Verrecchia
- depuis 2021 : Brigitte Maccioni

## Réseau
En 2010, l’ensemble des activités d’exploitation, regroupé sous la bannière UGC Ciné Cité, compte 48 cinémas, regroupant 582 écrans, répartis dans 4 pays (France, Espagne, Belgique et Italie), et totalisant plus de 40 millions d’entrées.
En France, la société exploite 36 cinémas totalisant 393 salles, dont le plus important cinéma européen en nombre de salles (27) et surtout en termes de fréquentation, l'UGC Ciné Cité Les Halles à Paris (2,2 millions d'entrées en 2022, selon ComScore). UGC occupait 6,8 % du parc des salles françaises en 2005.
Au cours des années, le parc de cinémas parisiens d'UGC a connu de nombreuses modifications, notamment sur le quartier des Champs-Élysées. Le groupe a dû en effet se séparer successivement de l'UGC Marbeuf à la fin des années 1980, puis de l'UGC Ermitage, de l'UGC Biarritz (1996), de l'UGC Champs-Élysées (2002) et de l'UGC Triomphe. En juin 2024, l'UGC Normandie est contraint de fermer en conséquences des loyers prohibitifs pratiqués par le propriétaire, le Qatar. Ce cinéma Art déco, ouvert en 1937, aurait pu être inscrit sur la liste des monuments historiques. En dix ans l'avenue des Champs-Élysées à perdu 30 écrans.
D'autres établissements ont fermé leurs portes au cours des dernières années, comme l'UGC Opéra (ex Helder), dont l'enseigne sera ensuite attribuée à l'UGC Boulevard, et l'UGC Convention dans le 15e arrondissement (2005).
L'ouverture des deux multiplexes parisiens UGC Ciné Cité Les Halles et UGC Ciné Cité Bercy, que complète le tout proche UGC Ciné Cité La Défense, a permis au groupe de conserver une position commerciale très solide sur la capitale, malgré un nombre de cinéma moindre. Le 24 octobre 2013, le groupe s'implante au nord de la capitale avec l’ouverture d’un troisième multiplexe : l'UGC Ciné Cité Paris 19. Ce bâtiment de 10 000 m2, situé au 166, boulevard Macdonald, près de la Porte de la Villette, abrite 14 salles allant de 117 à 390 places sur 4 niveaux, ainsi que d’un café. Il a été conçu par l’architecte Jean-Paul Viguier.
La périphérie parisienne est un point fort d'UGC depuis sa reprise par les actuels actionnaires en 1971. En effet, un grand nombre d'entre eux, dont le PDG Guy Verrecchia, possédaient des cinémas en banlieue parisienne, qui ont constitué leur apport. Au cours des dernières années, le groupe a su implanter des multiplexes dans de nombreux centres commerciaux, en remplacement de ses anciens cinémas. Seul désormais, le cinéma des Ulis témoignent encore des complexes de la génération précédente, depuis que le nouveau multiplexe UGC Ciné Cité de Vélizy a ouvert ses portes le 6 mars 2019.
Parallèlement au développement des multiplexes UGC Ciné Cité, UGC s'est désengagé d'un nombre important de cinémas au cours des dernières années, notamment de l'UGC Capitole à Marseille fermé définitivement en 2007 ; l'UGC Orléans cédé à EuroPalaces en 2010 et l'UGC Rouen cédé à Kinepolis en 2016. La société a également été présente, par le passé, dans de nombreuses autres villes : Tours, Clermont-Ferrand, Grenoble, etc.
UGC a également connu une situation inédite, à Marseille, où son multiplexe implanté sur le centre commercial Grand Littoral a dû être définitivement fermé peu après son ouverture, du fait de l'instabilité du terrain.
Le 2 juillet 2019, le complexe au centre-ville de Toulouse a fermé ses portes pour des raisons financières, à cause de la concurrence du cinéma Gaumont situé sur la même place,. En 2021, un cinéma a ouvert à Montaudran, un quartier de Toulouse.
Le 18 septembre 2021, un nouveau complexe UGC Ciné Cité a ouvert au centre commercial Westfield La Part-Dieu à Lyon, remplaçant les deux anciens cinémas UGC de ce centre commercial,,,,.

## Liste des salles
| Cinéma                          | Ville                  | Département        | Création | Salles | Fauteuils |
| ------------------------------- | ---------------------- | ------------------ | -------- | ------ | --------- |
| UGC Ciné Cité Les Halles        | Paris                  | Paris              | 1995     | 27     | 3913      |
| UGC Ciné Cité Bercy             | Paris                  | Paris              | 1998     | 18     | 4443      |
| UGC Ciné Cité Parly             | Le Chesnay             | Yvelines           | 2019     | 12     | 2200      |
| UGC Ciné Cité Paris 19          | Paris                  | Paris              | 2013     | 14     | 2802      |
| UGC Normandie                   | Paris                  | Paris              | 1937     | 4      | 1545      |
| UGC Opéra                       | Paris                  | Paris              | 1911     | 4      | 720       |
| UGC Montparnasse                | Paris                  | Paris              | 1972     | 7      | 1489      |
| UGC Rotonde                     | Paris                  | Paris              | 1959     | 3      | 470       |
| UGC Danton                      | Paris                  | Paris              | ?        | 4      | 685       |
| UGC Odéon                       | Paris                  | Paris              | ?        | 4      | 830       |
| UGC Gobelins                    | Paris                  | Paris              | 1907     | 11     | 1173      |
| UGC Lyon Bastille               | Paris                  | Paris              | 1919     | 7      | 1271      |
| UGC Ciné Cité Maillot           | Paris                  | Paris              | 1974     | 12     | 1140      |
| UGC Ciné Cité Rosny             | Rosny-sous-Bois        | Seine-Saint-Denis  | 1997     | 15     | 3318      |
| UGC Ciné Cité Noisy-le-Grand    | Noisy-le-Grand         | Seine-Saint-Denis  | 1998     | 10     | 1778      |
| UGC Ciné Cité O'Parinor         | Aulnay-sous-Bois       | Seine-Saint-Denis  | 2014     | 14     | 2600      |
| UGC Ciné Cité La Défense        | Puteaux                | Hauts-de-Seine     | 2006     | 16     | 3627      |
| UGC Ciné Cité SQY Ouest         | Montigny-le-Bretonneux | Yvelines           | 2004     | 16     | 3612      |
| UGC Ciné Cité Créteil           | Créteil                | Val-de-Marne       | 2004     | 18     | 3706      |
| UGC Ciné Cité Cergy-le-Haut     | Cergy-le-Haut          | Val-d'Oise         | 2001     | 14     | 2766      |
| UGC Ciné Cité Vélizy            | Vélizy                 | Yvelines           | 2019     | 18     | 3800      |
| UGC Enghien                     | Enghien-les-bains      | Val-d'Oise         | ?        | 6      | 1530      |
| UGC Les Ulis                    | Les Ulis               | Essonne            | ?        | 4      | 687       |
| UGC Ciné Cité Bordeaux          | Bordeaux               | Gironde            | 1997     | 18     | 2900      |
| UGC Ciné Cité Mondeville        | Caen                   | Calvados           | 1998     | 12     | 2452      |
| UGC Ciné Cité Lille             | Lille                  | Nord               | 1994     | 14     | 2747      |
| UGC Ciné Cité Villeneuve-d'Ascq | Villeneuve-d'Ascq      | Nord               | 2009     | 12     | 2858      |
| Le Métropole                    | Lille                  | Nord               | 1935     | 4      | 452       |
| Le Majestic                     | Lille                  | Nord               | 1995     | 6      | 645       |
| Le Duplexe                      | Roubaix                | Nord               | 2004     | 9      | 1523      |
| Les Écrans                      | Tourcoing              | Nord               | 2011     | 5      | ?         |
| UGC Ciné Cité Internationale    | Lyon                   | Métropole de Lyon  | 1997     | 14     | 2800      |
| UGC Ciné Cité Confluence        | Lyon                   | Métropole de Lyon  | 2012     | 14     | 3400      |
| UGC Ciné Cité Part-Dieu         | Lyon                   | Métropole de Lyon  | 2021     | 18     | 3101      |
| UGC Astoria                     | Lyon                   | Métropole de Lyon  | 1993     | 5      | 911       |
| UGC Saint-Jean                  | Nancy                  | Meurthe-et-Moselle | 1990     | 8      | 1049      |
| UGC Ciné Cité Ludres            | Nancy                  | Meurthe-et-Moselle | 1998     | 14     | 3000      |
| UGC Ciné Cité Atlantis          | Saint-Herblain         | Loire-Atlantique   | 1996     | 12     | 2395      |
| UGC Majestic                    | Meaux                  | Seine-et-Marne     | ?        | 7      | 854       |
| UGC Ciné Cité Strasbourg        | Strasbourg             | Bas-Rhin           | 2000     | 22     | 5400      |
| UGC Cyrano                      | Versailles             | Yvelines           | 1928     | 8      | ?         |
| UGC Roxane                      | Versailles             | Yvelines           | 1990     | 4      | ?         |
| UGC Plaisir                     | Plaisir                | Yvelines           | 2021     | 9      | 1279      |
| UGC Montaudran                  | Toulouse               | Haute-Garonne      | 2021     | 7      | 1330      |
| UGC Ciné Cité Bassins à Flot    | Bordeaux               | Gironde            | 2021     | 13     | 2394      |
| UGC Issy-les-Moulineaux         | Issy-les-Moulineaux    | Hauts-de-Seine     | 2022     | 7      | 1245      |

## Partenariats
En 2010, UGC crée « Viva l'Opéra ». En diffusant des opéras filmés dans le monde entier à travers son réseau de salles, l'objectif est d'agir en faveur de la diversité culturelle et  de démocratiser l'art lyrique. Le directeur artistique de Viva l'Opéra est Alain Duault.
En 2012, UGC a signé également une convention avec l'Opéra de Paris pour la diffusion en direct de cinq opéras et trois ballets de la saison 2012-2013 dans les salles de l'enseigne ainsi que dans plusieurs centaines de salles partenaires en France et dans le monde.

## Innovations et controverses
UGC suscite la controverse en 2000 en lançant la « carte illimitée » qui remplace le paiement à la séance par un abonnement mensuel. Cependant, son exemple est rapidement suivi par les groupes MK2 et Gaumont, puis par Pathé. Cette carte compte 200 000 abonnés et représente un quart du chiffre d’affaires des entrées. Le secteur suit une tendance, la fidélisation de la clientèle par abonnement, actuellement appliquée par l’ensemble des industries culturelles. La carte est aussi un moyen de transformer des consommateurs occasionnels en des consommateurs réguliers. UGC s'allie au printemps 2008 à MK2 pour proposer une même carte. Au premier novembre 2009, l’offre UGC Illimité compte plus de 780 salles acceptant les cartes UI et UI2.
En 2007, UGC a porté plainte contre des cinémas municipaux pour concurrence déloyale : Épinal, Noisy-le-Grand et Montreuil et le Comœdia de Lyon (via Uniciné, syndicat professionnel auquel UGC adhère).
En janvier 2010, UGC annonce son intention d'équiper ses cinémas pour la projection numérique, après avoir longtemps nié son intérêt pour cette nouvelle technologie. Le groupe signe pour cela un accord avec Ymagis et supprime 93 postes d'opérateurs-projectionnistes.